# L'Aubergiste des bords du Danube
Pour plus de détails, voir Fiche technique et Distribution.
L'Aubergiste des bords du Danube (Die Lindenwirtin vom Donaustrand) est un film autrichien réalisé par Hans Quest sorti en 1957.

## Synopsis
Le petit village d'Arnstein dans la Wachau célèbre sa nouvelle installation portuaire et attend avec impatience les premiers touristes. Mais seulement une jeune femme descend du navire de passagers : Helga n'est même pas une touriste, mais elle vient voir son ancienne nourrice, Theres. Helga étudie l'architecture d'intérieur à Vienne, mais s'est séparée de son fiancé, le professeur Herdmenger, peu de temps avant la fin de ses études et a maintenant besoin de distance de la grande ville. Mais Theres, l'aubergiste, a des problèmes : les commerces vont mal, ils sont très endettés et l'auberge elle-même est sur la mauvaise pente. En outre, le petit charcutier Kilian Scherzl la poursuit avec une méchanceté méprisante ; il y a de nombreuses années, elle a non seulement rejeté ses avancées, mais a également hérité de l'auberge « Linde » qu'il voulait réellement. Scherzl a payé toutes les factures exceptionnelles de Theres, et réclame à nouveau le remboursement de l'argent. Sinon, il reprendra l'auberge à l'automne.
Au cours d'une promenade, Helga est surprise par un orage et s'échappe dans une forêt. Elle est du domaine privé du château d'Arnstein dont l'entrée est interdite. L'intendant du château, Fred, n'est pas très content de voir Helga, mais lui demande si elle veut aller au château où elle pourra sécher ses vêtements. Le jeune employé Rosl est instantanément enthousiaste, Fred n'amène jamais de femme au château. Comme dans les romans à l'eau de rose, une histoire d'amour romantique entre Fred et Helga apparaît. Fred ramène Helga au village dans l'après-midi.
Tandis que Theres essaie d'obtenir un prêt de la banque à Vienne, Helga réaménage le Linde. Cette aide vient de façon surprenante de Fred, qui apporte tout le mobilier du château. Le maître, l'Américain Mr. Stone, est au Japon et ne peut pas revenir rapidement. Comme Fred vit seul dans le château, il n'a pas besoin du mobilier. Il est également tombé amoureux de Helga. Le Linde est maintenant prêt, mais les touristes manquent. Helga et Fred décident d'organiser un festival à Arnstein, à l'occasion du 500e anniversaire de la construction du château. Le festival est un succès, Theres a assez d'argent pour rembourser ses dettes.
Néanmoins d'autres problèmes restent : Jimmy, le neveu de Mr. Stone, apparaît avec deux amis à Arnstein et s'étonne que les meubles du château aient disparu. Rapidement, il trouve une compagne Rosl, et tous deux se marient à la fin comme dans les romans. Helga reçoit inopinément une visite de son ex-fiancé, le Pr. Herdmenger, qui veut la persuader d'aller à l'université d'Ankara avec lui et se montre horrifié quand Helga veut rester dans la Wachau. Il soupçonne que Helga a une relation avec Fred et essaie de le convaincre qu'il fait obstacle à la carrière d'Helga. Fred a dû abandonner ses études d'architecture à cause de la Seconde Guerre mondiale, il abandonne Helga. Il les a également vus dans une situation ambiguë avec Herdmenger et suspecte maintenant qu'ils sont encore un couple.
Mr. Stone arrive étonnamment à Arnstein et revient tout d'abord au Linde, où il reconnaît tout son mobilier. Helga peut le convaincre de ne pas renvoyer Fred. Après le rejet de Fred, elle décide de quitter Arnstein à cause de l'incident avec Herdmenger. Quand Mr. Stone explique à Fred que Helga l'a défendu puis Theres que Helga a repoussé le Pr. Herdmenger, Fred court rejoindre Helga et se réconcilie avec elle. S'ensuivent deux mariages : après Rosl et Jimmy qui s'en vont en Amérique, Fred et Helga se marient et vont à Vienne pour travailler ensemble en tant qu'architectes. De même, Theres et Kilian Scherzl se parlent de nouveau.

## Fiche technique
- Titre français : L'Aubergiste des bords du Danube ou L'Auberge d'amour[1]
- Titre original : Die Lindenwirtin vom Donaustrand
- Réalisation : Hans Quest assisté de Hermann Lanske
- Scénario : Hans Rameau, Kurt Nachmann
- Musique : Hans Lang
- Direction artistique : Theo Harisch, Walter Schmiedel
- Costumes : Charlotte Flemming
- Photographie : Hannes Staudinger
- Son : Herbert Janeczka
- Montage : Arnfried Heyne
- Production : Herbert Gruber
- Sociétés de production : Sascha-Film, Lux-Film
- Société de distribution : Constantin Film
- Pays d'origine :  Autriche
- Langue : allemand
- Format : Couleur - 1,33:1 - Mono - 35 mm
- Genre : Comédie romantique, Heimatfilm
- Durée : 90 minutes
- Dates de sortie :
  - Allemagne de l'Ouest : 28 novembre 1957.
  - France : 26 septembre 1958[1].

## Distribution
- Marianne Hold : Helga Lorenz
- Claus Holm : Fred
- Annie Rosar : Theres
- Hans Moser : Kilian Scherzl
- Frank Holms : Jimmy Stone
- Heinz Conrads : Maxl
- Franz Böheim : Prof. Ferdl
- Monika Dahlberg (de) : Rosl
- Erik Frey : Pr. Georg Herdmenger
- Hugo Gottschlich : Sepp
- Alma Seidler : Kathi
- Ulrich Bettac : Mr. Stone
- Herbert Prikopa : Böck
- Otto Ambros : Lobsam
- Peter Neusser : Bob
- Rudolf Barry : Jack
- Greta Putz : Franzi
- Senta Berger : Marie
- Jenny Liese : Mme la pharmacienne
- Gottfried Novak : Fritz
- Otto Schmöle : Dicker Herr
- Hans Christian : Un jeune homme
- Alfred Thuma : Knoll

## Source de la traduction
- (de) Cet article est partiellement ou en totalité issu de l’article de Wikipédia en allemand intitulé « Die Lindenwirtin vom Donaustrand » (voir la liste des auteurs).